# Iowa City
Pour les articles homonymes, voir Iowa (homonymie).
La ville d’Iowa City est le siège du comté de Johnson, dans l’État de l’Iowa, aux États-Unis. La rivière Iowa la traverse. Selon le recensement de 2010, sa population s’élève à 67 862 habitants, ce qui en fait la sixième ville de l’Iowa. C’est une importante ville universitaire.

## Histoire
Jusqu’en 1857, Iowa City était la capitale de l’Iowa, date à laquelle le capitole de l’État a été déplacé à Des Moines. L’ancien capitole se trouve sur le campus de l’université de l'Iowa.

## Enseignement
Iowa City possède une des plus grandes universités du pays. Elle est composée d'une dizaine de bâtiments dispersés dans toute la ville, avec une spécialité pour la médecine. La ville compte plus de 30 000 étudiants.

## À noter
En 1964, une des deux premières banques du sperme au monde y a été ouverte, la même année que celle de Tokyo.

## Galerie photographique

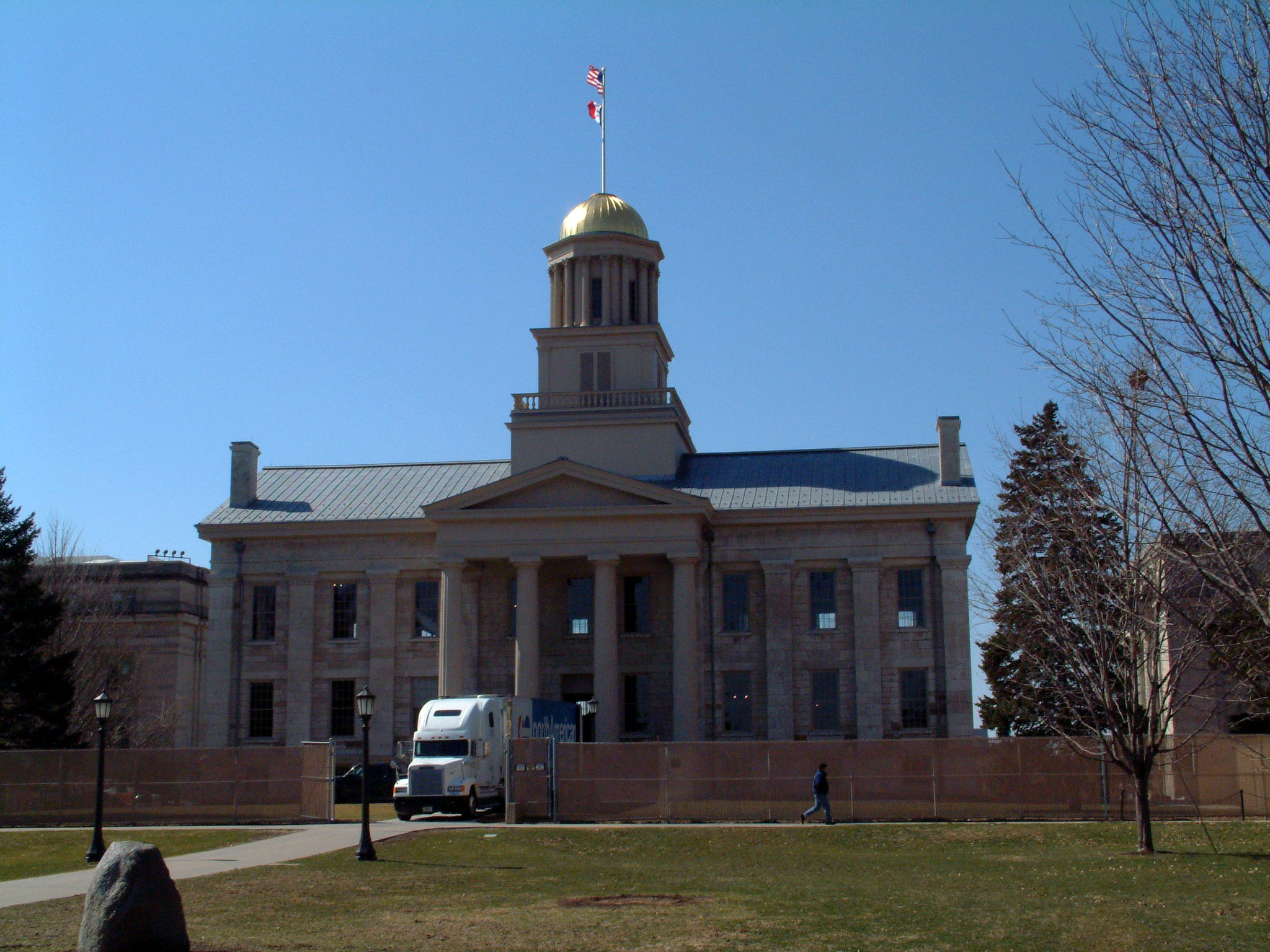
L’ancien capitole de l’État.
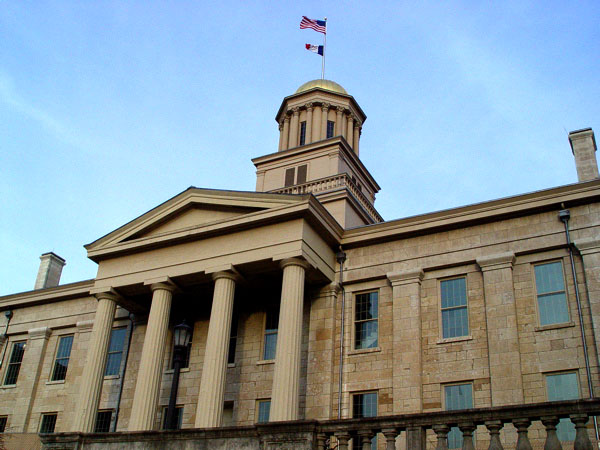
La façade de l’ancien capitole.

## Source
- (en) Cet article est partiellement ou en totalité issu de l’article de Wikipédia en anglais intitulé « Iowa City, Iowa » (voir la liste des auteurs).

1. ↑  (en) « American FactFinder », Bureau du recensement des États-Unis
2. ↑  (en) « Total Population for Iowa's Incorporated Places: 1850-2000 » [PDF], Iowa Data Center